# 1955
1955 (MCMLV) fue un año común comenzado en sábado según el calendario gregoriano.

## Acontecimientos

### Enero
- 2 de enero: en el hipódromo de la ciudad de Panamá es asesinado el presidente panameño José Antonio Remón Cantera (posiblemente por órdenes del mafioso estadounidense Lucky Luciano, 1897-1962)
- 7 de enero : En Costa Rica se da la invasión calderonista.
- 13 de enero: 
  - España ingresa en la OCDE (Organización de Cooperación y Desarrollo Económico).
  - Anastasio Somoza (dictador de Nicaragua), desafía a José Figueres (presidente democrático de Costa Rica), a resolver la disputa entre los dos países mediante un duelo a pistola.

### Febrero
- 2 de febrero: Christian Dior presenta en Francia su nueva moda «busto sin relieve».
- 4 de febrero: el multimillonario armador griego Stavros Niarchos (1909-1996) adquiere el cuadro La piedad, de El Greco, por 400 000 dólares.
- 5 de febrero: 
  - Cae el Gobierno de Francia dirigido por Pierre Mendès France debido a la situación en Argelia.
  - A bordo de un barco en el mar Mediterráneo, se produce el primer encuentro de Josip Broz Tito, y Gamal Abdel Nasser.
- 8 de febrero: en la Unión Soviética, Nikolái Bulganin se convierte en primer ministro.
- 9 de febrero: 
  - En China Popular se aprueba el servicio militar obligatorio.
- En la Unión Soviética, Gueorgui Zhúkov es elegido nuevo ministro de Defensa.
- 12 de febrero: en Lima (Perú), técnicos italianos culminan la restauración de la efigie original del Señor de los Milagros, pintada en 1651 por un negro angoleño, en el altar mayor del Santuario de Las Nazarenas.
- 18 de febrero: 
  - En la isla Decepción, Chile establece su cuarta base en la Antártida.
  - En el Sitio de pruebas de Nevada, Estados Unidos detona su bomba atómica Wasp (‘avispa’), de 1,2 kt, la primera de las 14 de la operación Teapot. Es la bomba n.º 52 de las 1127 que Estados Unidos detonó entre 1945 y 1992.
- 19 de febrero: entra en vigor el SEATO (Tratado de Defensa del Sudeste Asiático).
- 22 de febrero: en el Sitio de pruebas de Nevada, Estados Unidos detona su bomba atómica Moth (‘polilla’), de 2 kt.
- 24 de febrero: 
  - Se establece el Pacto de Bagdad, alianza militar entre Irak y Turquía, al que se adherirá más tarde Gran Bretaña, Pakistán e Irán.
  - En Barcelona se inaugura el XXIX Salón de la Moda Española.
- 28 de febrero: en la supervivencia de un solo miembro de la tripulación del destructor colombiano Caldas, de los ocho que caen al mar a causa de la sobrecarga que lleva, se basa Gabriel García Márquez para escribir su novela Relato de un náufrago.

### Marzo
- 1 de marzo: 
  - En Buenos Aires (Argentina) el episcopado argentino publica una pastoral que denuncia las medidas de laicización (entre las que se destaca el divorcio vincular que realizó el Gobierno de Juan Domingo Perón). Este será uno de los factores que causaría el siguiente golpe militar y la proscripción del peronismo durante 18 años.
  - En el Sitio de pruebas de Nevada, Estados Unidos detona su bomba atómica Tesla, de 7 kt, la tercera de las 14 de la operación Teapot.
  - En Uruguay, Luis Batlle Berres (1897-1964) asume la presidencia al frente del Consejo Nacional de Gobierno 1955-1959.
- 3 de marzo: en Alemania Occidental, Herbert von Karajan, es elegido director titular de la Orquesta Filarmónica de Berlín.
- 7 de marzo: en el Sitio de pruebas de Nevada, Estados Unidos detona su bomba atómica Turk, de 43 kt, la cuarta de las 14 de la operación Teapot.
- 12 de marzo: en el Sitio de pruebas de Nevada, Estados Unidos detona su bomba atómica Hornet (‘avispón’), de 4 kt.
- 19 de marzo: en los Estados Unidos, los laboratorios Bell Telephone, presentan la primera computadora transistorizada.
- 22 de marzo: 
  - El Instituto Goethe (de Alemania) comienza a conceder hasta la actualidad la prestigiosa Medalla Goethe, premio anual en reconocimiento a la difusión de la lengua y la cultura alemanas.
  - En el Sitio de pruebas de Nevada, Estados Unidos detona su bomba atómica Bee (‘abeja’), de 8 kt.
- 23 de marzo: en el Sitio de pruebas de Nevada, Estados Unidos detona su bomba atómica Ess, de 1,2 kt.
- 29 de marzo: en el Sitio de pruebas de Nevada, Estados Unidos detona su bomba atómica Apple-1, de 14 kt. En otra área detona la bomba Wasp Prime, de 3,2 kt.

### Abril
- 1 de abril: en Chipre se producen atentados contra las tropas invasoras británicas.
  - en Filipinas se registra un terremoto de 7,4 que deja un saldo de 465 muertos y 900 heridos.
- 6 de abril: en el Sitio de pruebas de Nevada, Estados Unidos detona su bomba atómica Ha, de 3,2 kt, la décima bomba de las 14 de la operación Teapot.
- 9 de abril: en el Sitio de pruebas de Nevada, Estados Unidos detona su bomba atómica Post, de 2 kt.
- 12 de abril: en los Estados Unidos se introduce la vacuna contra la poliomielitis, desarrollada por Jonas Edward Salk.
- 14 de abril: Un terremoto de 7,1 sacude la ciudad china de Kangding dejando 70 fallecidos.
- 14 de abril: en Aitona (España), Rodrigo Pita Mercé descubre el yacimiento arqueológico de Genó.
- 15 de abril:Explosión de la bomba atómica Met, la antepenúltima de las 14 bombas de la operación Teapot, y la n.º 63 de las 1127 que Estados Unidos detonó entre 1945 y 1992.

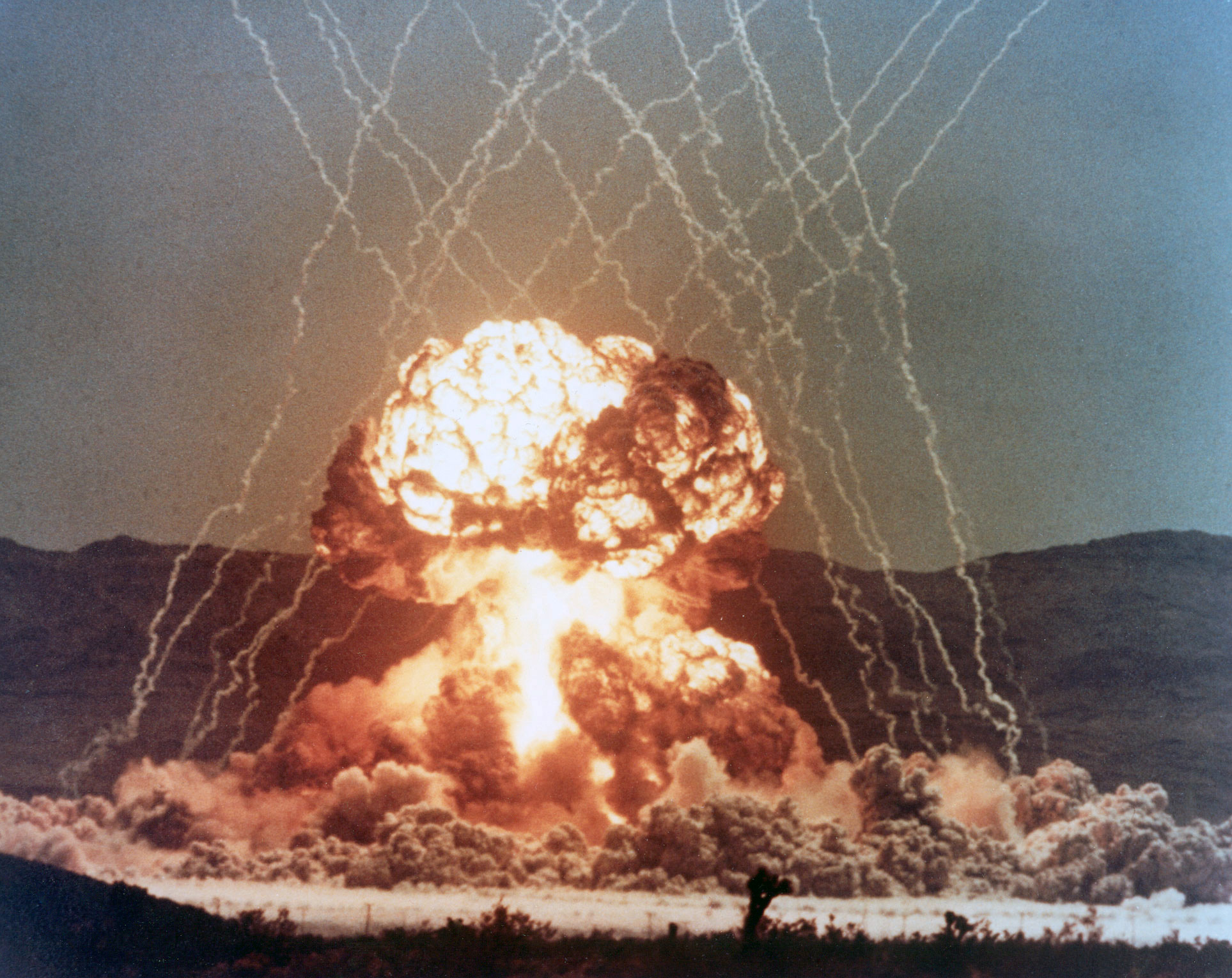
Explosión de la bomba atómica Met, la antepenúltima de las 14 bombas de la operación Teapot, y la n.º 63 de las 1127 que Estados Unidos detonó entre 1945 y 1992.

  - En el Sitio de pruebas de Nevada, Estados Unidos detona su bomba atómica Met, de 22 kt.
  - En las afueras de Chicago, el comerciante estadounidense Ray Kroc inaugura el primer restaurante de comida rápida McDonald's.
- 18 a 24 de abril: Conferencia de Bandung.

### Mayo
- 1 de mayo: en los Estados Unidos, el cantante Elvis Presley inicia su primera gira.
- 4 de mayo: en el Reino Unido, Winston Churchill dimite, por razones de edad, de su cargo de primer ministro británico. Le sucede en el cargo Anthony Eden.
- 5 de mayo: 
  - Alemania Occidental se convierte en un estado independiente.
  - En el Sitio de pruebas de Nevada, Estados Unidos detona su bomba atómica Apple-2, de 29 kt.
- 14 de mayo: 
  - Ocho países comunistas (incluida la Unión Soviética) firman un tratado de defensa mutua: el Pacto de Varsovia.
  - A 970 km al oeste-suroeste de San Diego (California), Estados Unidos detona la bomba atómica Wigwam, de 30 kilotones.
- 15 de mayo: en el Sitio de pruebas de Nevada, Estados Unidos detona su bomba atómica Zucchini, de 28 kt, la última de las 14 bombas de la operación Teapot.
- 26 de mayo: en el Autódromo Nacional de Monza (Italia) fallece en accidente el piloto italiano Alberto Ascari.
- 29 de mayo: Pío XII beatifica al sacerdote francés Marcelino Champagnat.
- 30 de mayo: en el circuito de Indianápolis, fallece el piloto Bill Vukovich durante la celebración de la prueba deportiva de las 500 millas de Indianápolis.

### Junio
- 2 de junio: en la URSS se funda el cosmódromo de Baikonur.
- 11 de junio: en Francia, en la carrera 24 Horas de Le Mans sucede el mayor accidente de la historia del automovilismo, con más de 80 muertos.
- 13 de junio: en medio de la Siberia, 9340 km al este de Moscú (Unión Soviética) los geólogos soviéticos Víktor Avdeenko, Ekaterina Elagina y Yuri Khabardin descubren un yacimiento de diamantes que se hizo famoso: la chimenea de kimberlita de Mir. Será destruida el 4 de agosto de 2017 por una infiltración del lago de Mirni, en que morirán 8 trabajadores y 143 sobrevivirán, pues aún no habían descendido hasta el fondo. En la mina inundada quedaron enterrados 14 000 millones de euros en diamantes no recuperados.

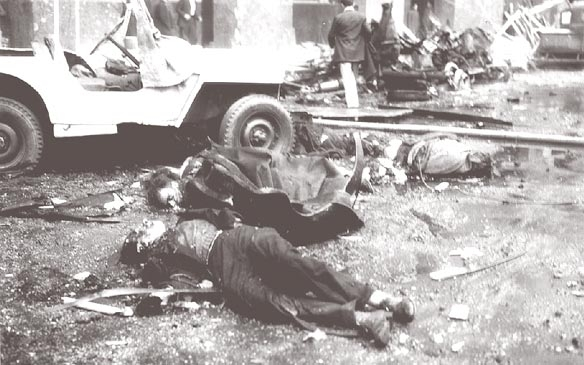
Víctimas tras el bombardeo perpetrado contra el gobierno de Perón.

- 16 de junio: en Buenos Aires (Argentina), aviones de la Fuerza Aérea con carteles católicos de «Cristo vence» intentan un golpe de Estado contra el Gobierno de Juan Domingo Perón (Masacre de Plaza de Mayo), dejando 364 muertos (entre ellos un contingente de niños escolares salteños) y unos mil heridos. En los días siguientes, grupos de seguidores de Perón quemarán iglesias católicas, pero sin dejar víctimas.
- 18 de junio: en Rosario (Argentina), a la madrugada fallece el médico comunista Juan Ingallinella (42) mientras es torturado por la policía, debido a que publicó volantes en repudio de la Masacre de Plaza de Mayo (golpe de Estado contra Perón) perpetrado dos días antes. Dicho panfleto decía "Unidad popular contra el golpe oligárquico imperialista”.[1]
- 23 de junio: en Francia, la compañía Sud Aviation presenta el Sud Aviation Caravelle, el primer avión francés de reacción destinado a la aviación civil.

### Julio
- 3 de julio: en México la mujer empieza a participar en votaciones.
- 17 de julio: en Anaheim (California) abre Disneyland.
- 19 de julio: en Lima (Perú) la Escuela de Ingenieros, fundada el 18 de marzo de 1876 se convierte en la actual Universidad Nacional de Ingeniería.

### Agosto
- 19 de agosto: el Huracán Diana golpea a la costa noreste de Estados Unidos dejando 200 muertos y miles de millones de dólares en daños materiales.
- 31 de agosto: El general Perón pronuncia el último discurso, de su segundo gobierno, en Plaza de Mayo previo a su derrocamiento y exilio.

### Septiembre

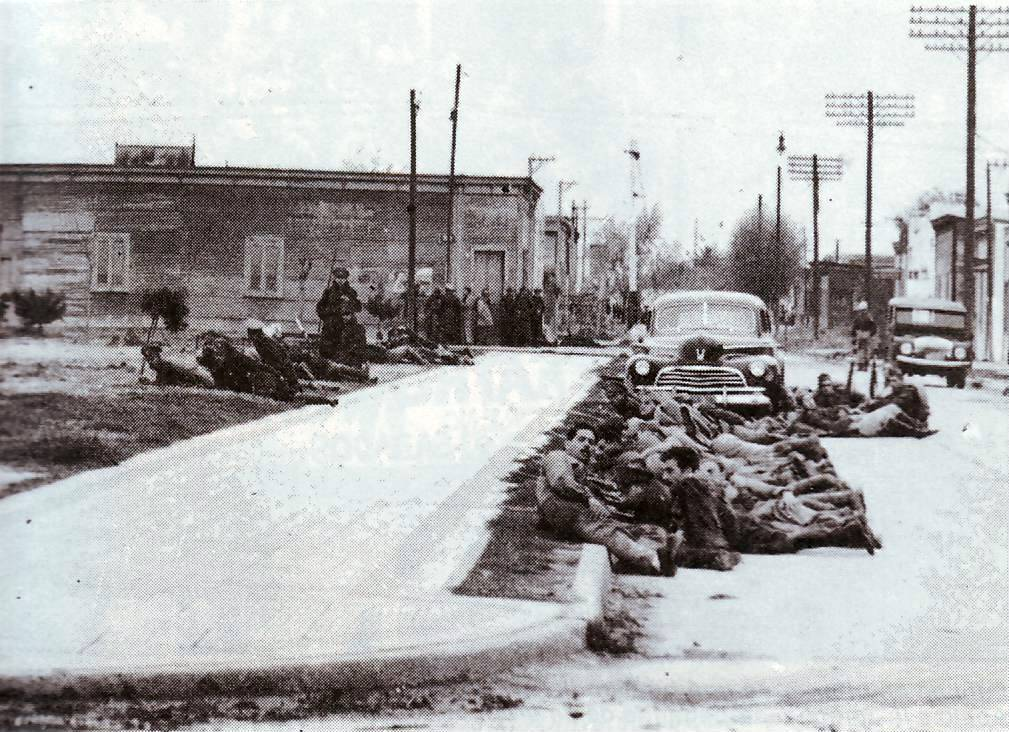
Imágenes de la revolución libertadora.

- 12 de septiembre: Un terremoto de 6,3 sacude Alejandría, en Egipto, dejando un saldo de 18 muertos y 89 heridos.
- 16 de septiembre: en Argentina un golpe militar (denominado como Revolución Libertadora), depone al presidente constitucional Juan Domingo Perón, lo sustituye Eduardo Lonardi
- 19 de septiembre: el ciclón Hilda golpea a Tampico en el Noreste de México provocando la inundación más terrible en la zona en todo el siglo.
- 23 de septiembre: Un terremoto de 6,8 sacude el condado chino de Huili dejando 728 fallecidos y 1.547 heridos.
- 23 de septiembre: en Buenos Aires, Argentina Eduardo Lonardi asume oficialmente (de facto) como Presidente provisional de la nación, de esta manera se da inicio a la Dictadura denominada Revolución Libertadora, que durara hasta 1958.
- España ingresa en la ONU.
- Austria ingresa en la ONU.
- Gran Bretaña concede la independencia a Sudán para evitar la intromisión egipcia.
- En Venezuela el jesuita José María Vélaz crea Fe y Alegría, obra de acción social.
- 28 de septiembre: el huracán Janet entra a tierra en la Península de Yucatán entre Corozal Town, Honduras Británica y Chetumal, México, a las 1700 UTC, devastando y dejando a más de 10,000 personas sin hogar y dejando más de 40 millones de dólares en daños.
- 30 de septiembre: muere en un accidente automovilístico el actor estadounidense James Dean a los 24 años.

### Octubre
- 2 de octubre: se desactiva la computadora ENIAC.
- 8 de octubre: en España, el sacerdote católico Rafael Larraín funda el Instituto de Educación Rural.
- 12 de octubre: el médico sueco Hugo Theorell, recibe el Premio Nobel de Medicina, por sus trabajos sobre los enzimas de oxidación en células vivas.
- 20 de octubre: el boxeador peruano Mauro Mina, vence al chileno Manuel Vargas, y días después al argentino Alcides Clise.
- 22 de octubre: con el lanzamiento de una bomba de hidrógeno transportable, la Unión Soviética asume el liderazgo en la carrera armamentista nuclear.
- 23 de octubre: los votantes se pronuncian en contra del Estatuto del Sarre. En el caso contrario Saarbrücken sería la sede de los estamentos de la Unión Europea.
- 26 de octubre: en Vietnam, Ngo Dinh Diem se declara presidente.Ngo Dinh Diem asume el 26 de octubre como presidente de Vietnam.

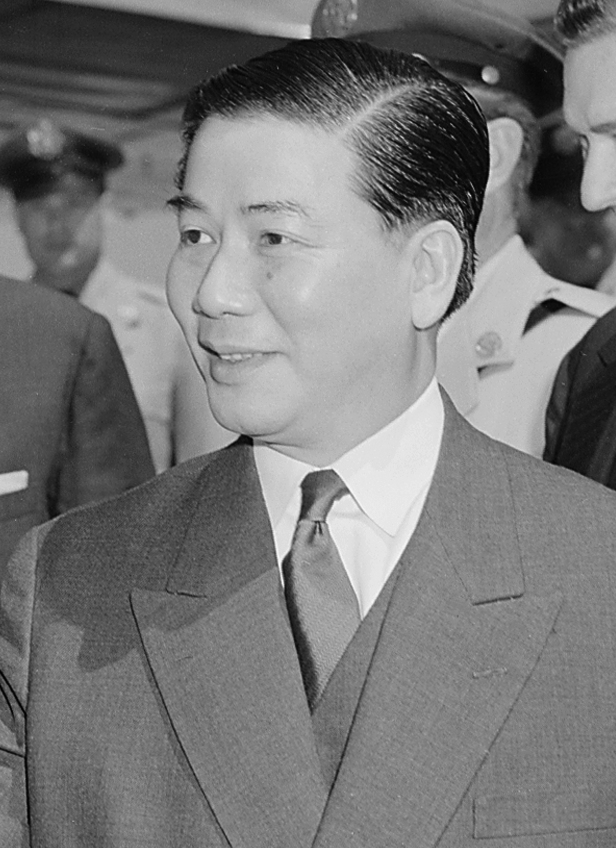
Ngo Dinh Diem asume el 26 de octubre como presidente de Vietnam.

- 28 de octubre: en Polonia, nace el creador del protocolo Kerberos Gerard Filip Kominek.

### Noviembre
- 1 de noviembre:
  - Inicio de la guerra de Vietnam.

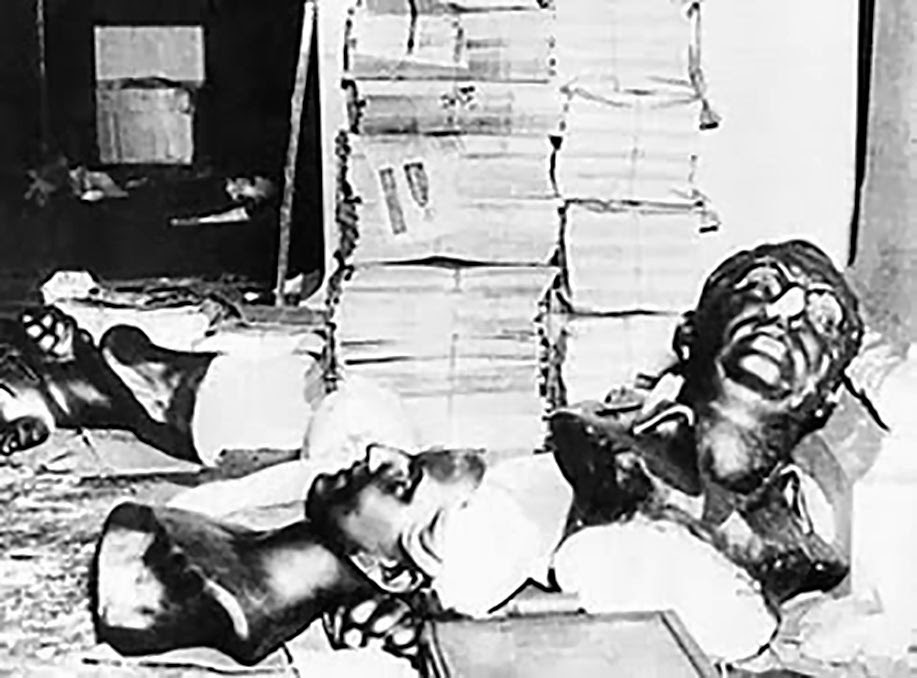
Destrucción de los bustos de Juan Domingo y Eva Perón.

  - En el sitio de pruebas nucleares de Nevada, Estados Unidos realiza la primera de las cuatro pruebas atómicas Proyecto 56, que no genera una reacción nuclear porque su propósito era determinar si una cabeza nuclear explotaría en caso de que sus componentes explosivos detonaran. En esta y otras tres pruebas (en las siguientes semanas) quedarán contaminados con plutonio 3,62 km² de terreno.
- 3 de noviembre: 
  - En París se estrena la obra teatral El señor Ornifle o el cielo enfurecido, de Jean Anouilh.
  - En el sitio de pruebas nucleares de Nevada, Estados Unidos realiza la segunda de las cuatro pruebas atómicas Proyecto 56, que no genera una reacción nuclear pero lanza plutonio desintegrado en todo el terreno.
- 5 de noviembre: 
  - En Viena, el Teatro de la Ópera Estatal reabre sus puertas tras diez años de reconstrucción. El teatro resultó parcialmente destruido en la Segunda Guerra Mundial. Se interpretó Fidelio, de Beethoven, bajo la dirección del director musical del teatro, Karl Böhm.Destrucción de los bustos de Juan Domingo y Eva Perón.
  - En el sitio de pruebas nucleares de Nevada, Estados Unidos realiza la tercera de las cuatro pruebas atómicas Proyecto 56. La cuarta será el 18 de enero de 1956.
- 6 de noviembre: en el Stadio Arturo Collana, de Nápoles, Italia se originan disturbios al final del partido de Fútbol Napoli vs Bologna que deja como saldo 150 muertos.
- 13 de noviembre: en Buenos Aires, Argentina, bajo la dictadura militar denominada como Revolución Libertadora, Eduardo Lonardi es destituido, y lo sucede Pedro Eugenio Aramburu.
- 30 de noviembre: en Buenos Aires (Argentina) la dictadura militar ―autodenominada Revolución Libertadora― firma el decreto 4161, que prohíbe el peronismo (que el año anterior había ganado las elecciones con el 62 % de los votos). «queda prohibida la utilización del nombre propio del presidente depuesto, el de sus parientes, las expresiones “peronismo” y “tercera posición”, las marchas Los muchachos peronistas y Evita capitana, y el libro La razón de mi vida».Se establece para quien infrinja el decreto-ley Con prisión de treinta días a seis años y multa de m$n: 500 a m$n. 1.000.000; Además, con inhabilitación absoluta por doble tiempo del de la condena para desempeñarse como funcionario público o dirigente político o gremial.[2]

### Diciembre
- 1 de diciembre: en Alabama (Estados Unidos), el ama de casa Rosa Parks (1913-2005) es arrestada en un autobús por no dar su asiento a un blanco, lo que da inicio al Movimiento por los Derechos Civiles. El apartheid terminará en los Estados Unidos recién en 1965.
- 4 de diciembre: en Luxemburgo se fundó la Federación Internacional de Organizaciones de Donantes de Sangre.
- 13 de diciembre: en Perú se fundó Sporting Cristal Uno de los clubes más prestigiosos del Perú
- 16 de diciembre: en Tunja Colombia Se Da Inicio Ala Fiesta Que Identifica La Región, El Aguinaldo Boyacense.
- 20 de diciembre: en el Reino Unido, después un referéndum, la ciudad de Cardiff es declarada la capital del País de Gales.

### Sin fecha conocida
- Se inicia la construcción de la torre del sello discográfico Capitol Records a cargo de 	Welton Becket and Associates.

## Nacimientos

### Enero
- 1 de enero: 
  - Pichi De Benedictis, músico, fotógrafo, gestor cultural y periodista argentino.
  - Garry Hoy, abogado canadiense (f. 1993).
  - Jesús María Zamora, futbolista español.
- 6 de enero: 
  - Rowan Atkinson, actor y comediante británico.
  - Fulgencio Argüelles, escritor asturiano.
- 9 de enero: 
  - J. K. Simmons, actor estadounidense.
  - Pedro Mogollón, actor colombiano de cine y televisión.
- 10 de enero: Michael Schenker, guitarrista alemán.
- 13 de enero: Eduardo Bonvallet, periodista deportivo y futbolista chileno (f. 2015).
- 17 de enero: Mami Koyama, seiyū japonesa.
- 18 de enero: 
  - Kevin Costner, actor estadounidense.
  - Frankie Knuckles, músico estadounidense (f. 2014).
  - Fernando Trueba, cineasta español.
- 19 de enero: 
  - Simon Rattle, compositor británico.
  - Tony Mansfield, músico y productor discográfico.
  - Víctor Gaviria, director del cine colombiano.
- 21 de enero: Jeff Koons, artista estadounidense.
- 24 de enero: Alacrán (Rodolfo Samsó), actor y humorista argentino.
- 26 de enero: 
  - Eddie Van Halen, guitarrista estadounidense de origen neerlandés (f. 2020)
  - Lucía Méndez, actriz, cantante y empresaria mexicano-estadounidense.
- 27 de enero: John Roberts, Juez presidente de los Estados Unidos.
- 28 de enero: Nicolas Sarkozy, político francés.
- 30 de enero: John Baldacci, político estadounidense.
- 31 de enero: Carole Middleton, empresaria británica y madre de Catalina de Cambridge.

### Febrero
- 2 de febrero: Leszek Engelking, poeta, escritor, historiador de la literatura, crítico literario y traductor polaco.
- 3 de febrero: Bruno Pezzey, futbolista austriaco (f. 1994).
- 5 de febrero: Antonio Herrero, periodista radiofónico español (f. 1998).
- 8 de febrero: 
  - John Grisham, escritor estadounidense.
  - Ángel Olivares, político español.
  - Ethan Phillips, actor estadounidense.
- 9 de febrero: 
  - Charles Shaughnessy, actor británico.
  - Marlene, cantante venezolana (f. 2023).
- 12 de febrero: Paata Burchuladze, bajo georgiano.
- 14 de febrero: Guillermo Francella, actor argentino.
- 15 de febrero:
  - Christopher McDonald, actor estadounidense.
  - Janice Dickinson, actriz estadounidense.
- 16 de febrero: Miguel Zavaleta, músico de rock argentino.
- 17 de febrero: Mo Yan, escritor chino.
- 18 de febrero: Consuelo Berlanga, periodista española.
- 19 de febrero: Jeff Daniels, actor estadounidense.
- 21 de febrero: 
  - Josep Piqué, político español.
  - Kelsey Grammer, actor estadounidense.
- 23 de febrero: 
  - Howard Jones, cantante británico.
  - Ricky Pashkus, coreógrafo y director teatral argentino.
  - Flip Saunders, entrenador estadounidense de baloncesto.
- 24 de febrero: 
  - Alain Prost, piloto automovilístico francés.
  - Steve Jobs, empresario e informático estadounidense (f. 2011).
- 28 de febrero: Gilbert Gottfried, actor y comediante estadounidense (f. 2022).

### Marzo
- 6 de marzo: Cyprien Ntaryamira, presidente burundés (f. 1994).
- 7 de marzo: 
  - Anupam Kher, actor indio.
  - Aníbal Pachano, coreógrafo, bailarín, actor, director y arquitecto argentino.
- 8 de marzo: Carmen Santos, escritora española.
- 9 de marzo: 
  - Teo Fabi, piloto de automóviles italiano.
  - Ornella Muti, actriz italiana.
- 11 de marzo: Nina Hagen, cantante alemana.
- 13 de marzo: Bruno Conti, futbolista italiano.
- 15 de marzo: Dee Snider, cantante estadounidense.
- 17 de marzo: 
  - Mark Boone Junior, actor estadounidense.
  - Gary Sinise, actor estadounidense.
- 18 de marzo: 
  - Guillermo Dávila, cantante, compositor y actor venezolano.

- 19 de marzo: 

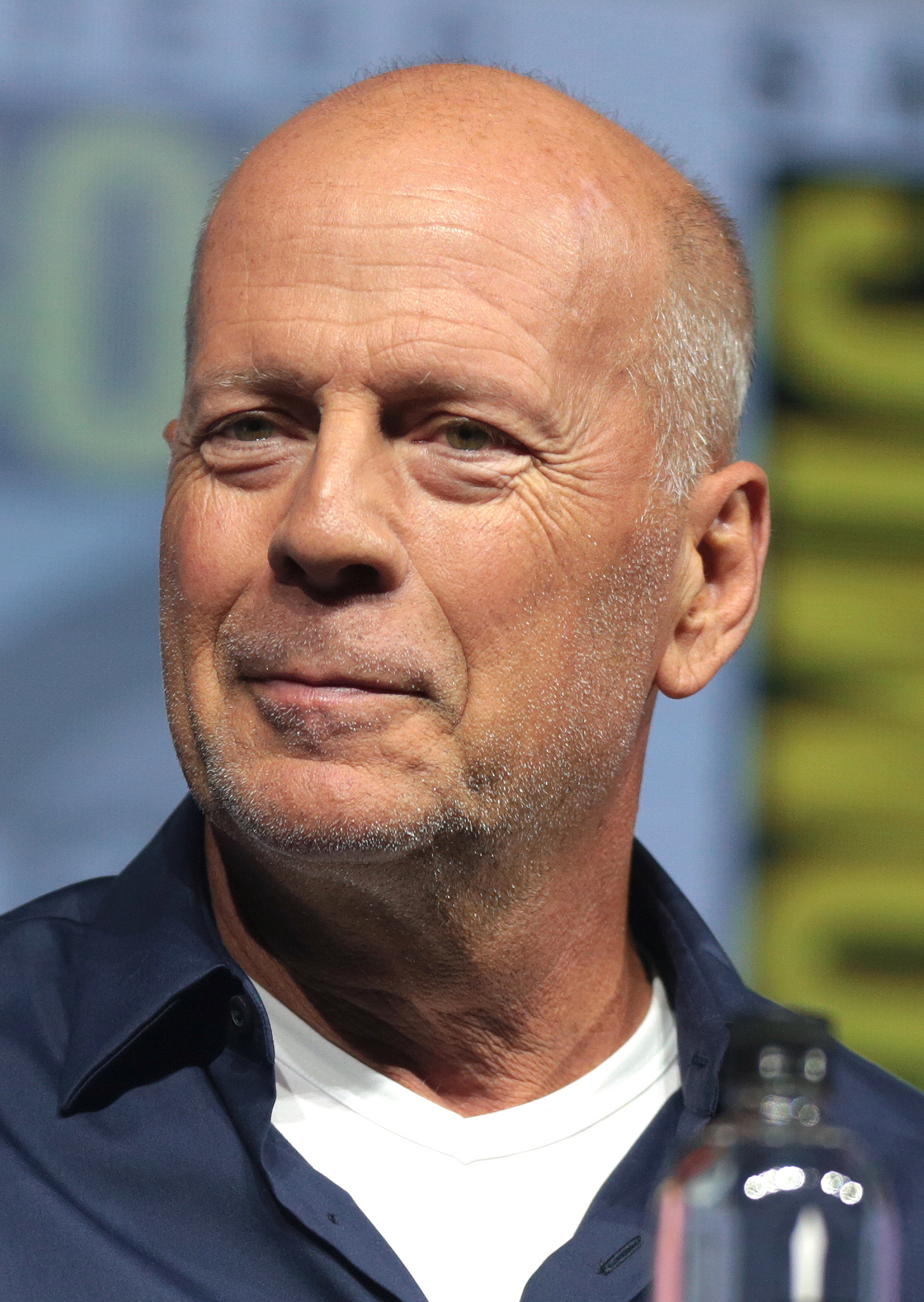
Bruce Willis

  - Pino Daniele, músico italiano (f. 2015).
  - Bruce Willis, actor estadounidense.
- 21 de marzo: 
  - Jair Bolsonaro, exmilitar y político brasileño, 38.º presidente de Brasil.
  - Susi Sánchez, actriz española.
- 22 de marzo: 
  - Lena Olin, actriz sueca.
  - Tuqui, artista, conductor de televisión y humorista argentino (f. 2019).
  - Valdis Zatlers, político y expresidente letón.
- 24 de marzo: Amparo Rubín, cantautora y productora mexicana.
- 27 de marzo: Mariano Rajoy, político español, presidente del gobierno de España entre 2011 y 2018.
- 29 de marzo:
  - Brendan Gleeson, actor irlandés.
  - Ilenia Medina, diplomática y política venezolana.

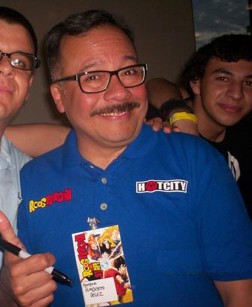
Humberto Vélez

- 30 de marzo: Humberto Vélez, actor de doblaje mexicano.
- 31 de marzo: Angus Young, guitarrista británico, líder de AC/DC.

### Abril
- 4 de abril: Odón Elorza, político español.
- 5 de abril: Akira Toriyama, dibujante japonés de manga. (f. 2024).
- 6 de abril: 
  - Rob Epstein, cineasta y productor estadounidense.
  - Keith Hunter Jesperson, asesino serial canadiense-estadounidense.
  - Michael Rooker, actor estadounidense.
- 8 de abril: Roly Serrano, actor y titiritero argentino.
- 10 de abril: Antonio Álvarez Giráldez, futbolista y entrenador español.
- 15 de abril: 
  - Mónica Jouvet, actriz argentina (f. 1981).
  - Manfred Reyes Villa, político boliviano.
- 16 de abril: 
  - Emmanuel, cantante mexicano.
  - Enrique de Luxemburgo, gran duque luxemburgués.
- 18 de abril: Moisés Suárez, actor mexicano.
- 20 de abril: José Conde, actor español de TV (f. 2011).
- 21 de abril:
  - Carmen Barbieri, actriz argentina.
  - Lisa Frank, empresaria estadounidense.
- 23 de abril: 
  - Judy Davis, actriz australiana.
  - Alicia Zanca, actriz y directora argentina de cine, teatro y televisión (f. 2012).
  - Fumi Hirano, seiyū japonesa.
- 24 de abril: Michael O'Keefe, actor estadounidense.
- 27 de abril: Eric Schmidt, empresario estadounidense.
- 29 de abril: Kate Mulgrew, actriz estadounidense.
- 30 de abril: Julio Cobos, político argentino.

### Mayo
- 2 de mayo: 
  - Donatella Versace, diseñadora de modas y empresaria italiana.
  - Carmina Ordóñez, una socialite, modelo y relaciones públicas española. (f.2004)
- 5 de mayo: Pedro Piqueras, periodista español.
- 6 de mayo: John Hutton, político británico.
- 8 de mayo: Meles Zenawi, político etíope (f. 2012).
- 10 de mayo: Inés Prieto, actriz colombiana.
- 11 de mayo: María Sorté, actriz mexicana.
- 13 de mayo: María Cecilia Botero, actriz y presentadora colombiana.
- 15 de mayo: El Gran Wyoming (José Miguel Monzón), humorista y presentador español.
- 17 de mayo: Bill Paxton, actor estadounidense (f. 2017).
- 18 de mayo: Chow Yun-Fat, actor chino.
- 19 de mayo: James Gosling, informático canadiense.
- 21 de mayo: Hernán Alemán, político venezolano.
- 24 de mayo: Rosanne Cash, cantante estadounidense.
- 26 de mayo: Julio Miravalls, periodista y escritor español.
- 27 de mayo: Richard Schiff, actor estadounidense.
- 29 de mayo: 
  - Ángel Alcázar, actor español.
  - Pascal Dusapin, compositor francés.
  - Nohra Puyana de Pastrana, política y periodista colombiana.
  - Mike Porcaro, bajista estadounidense (f. 2015).
- 30 de mayo: Brian Kobilka, científico estadounidense.

### Junio
- 2 de junio: 
  - Dana Carvey, actor estadounidense.
  - Hernaldo Zúñiga, cantautor y compositor nicaragüense de origen chileno.
- 5 de junio: Polo Montañez, cantautor cubano (f. 2002).
- 6 de junio: Sam Simon, director, escritor y productor estadounidense (f. 2015).
- 8 de junio: 
  - Griffin Dunne, actor, productor y director estadounidense.
  - José Antonio Camacho, futbolista, entrenador y seleccionador español.
  - Tim Berners-Lee, informático británico.
- 12 de junio: Johnny Cifuentes, músico español.
- 14 de junio: Tito Rojas, cantante y compositor puertorriqueño (f. 2020).
- 16 de junio: Iván Márquez (Luciano Marín Arango), guerrillero, senador y disidente colombiano (f. 2023).
- 16 de junio: Laurie Metcalf, actriz estadounidense.
- 21 de junio: Michel Platini, futbolista y entrenador francés.
- 21 de junio: Nikolina Shtereva, atleta búlgara.
- 26 de junio: Mick Jones, músico británico.
- 26 de junio: Philippe Streiff, piloto de automovilismo francés (f. 2022).
- 27 de junio: Isabelle Adjani, actriz francesa.

### Julio
- 1 de julio: María de los Ángeles Medrano, actriz argentina.
- 13 de julio: Lance E. Nichols, actor estadounidense.
- 15 de julio: Oscar Sánchez Rivas, futbolista guatemalteco.
- 17 de julio: Nuria Bages, actriz mexicana.
- 21 de julio: 
  - Marcelo Bielsa, entrenador argentino.
  - Joaquín Galán, cantante y compositor argentino, del dúo Pimpinela.
  - Patricia Frayssinet, actriz peruana.
- 23 de julio: Glenn Danzig, cantante y compositor, de la banda Misfits.
- 24 de julio: 
  - Philippe Hurel, compositor francés.
  - Patricia Palmer, actriz argentina.
  - Hideyuki Umezu, seiyū japonés.
- 25 de julio: 
  - Carlos Iglesias, actor, director y guionista español
  - Iman, modelo y empresaria somalí.
  - Dulce, cantante y actriz mexicana.
- 28 de julio: Uby Sacco (Ubaldo Néstor Sacco), boxeador argentino (f. 1997).

### Agosto
- 1 de agosto: Epi (Juan Antonio San Epifanio), jugador de baloncesto español.
- 3 de agosto: Corey Burton, actor de voz estadounidense.
- 4 de agosto: 
  - Billy Bob Thornton, actor estadounidense.
  - Alberto González, político estadounidense.
- 7 de agosto: Wayne Knight, actor y comediante estadounidense.
- 8 de agosto: Branscombe Richmond, actor estadounidense.
- 14 de agosto: Horacio Taicher, actor argentino (f. 1993).
- 16 de agosto: Jeff Perry, actor estadounidense.
- 18 de agosto: 
  - Kōzō Shioya, seiyū japonés.
  - Eddie Santiago cante de salsa puertorriqueño
- 19 de agosto: 
  - Manolo García, cantante, músico y pintor español.
  - Peter Gallagher, actor estadounidense.
- 23 de agosto: Jaume Plensa, escultor y pintor español.
- 24 de agosto: Kevin Dunn, actor estadounidense.
- 27 de agosto: Juanjo Puigcorbé, actor español.
- 31 de agosto: Edwin Moses, atleta estadounidense.

### Septiembre
- 1 de septiembre: Jesús Bonilla, actor español.
- 4 de septiembre: Pepe Risi, guitarrista y miembro fundador de la banda Burning.
- 5 de septiembre: Walter Ignacio Martínez, escritor uruguayo.
- 9 de septiembre: Manuel Hernández, diplomático español.
- 14 de septiembre: Pier Vittorio Tondelli, escritor italiano.
- 17 de septiembre: Charles Martinet, actor estadounidense de voz.
- 25 de septiembre: Karl-Heinz Rummenigge, futbolista alemán.
- 27 de septiembre: Santos Domínguez Ramos, poeta español.
- 29 de septiembre: Ken Weatherwax, actor estadounidense (f. 2014).
- 30 de septiembre: Janet Arceo, actriz mexicana.

### Octubre
- 3 de octubre: 
  - Ángela Molina, actriz española.
  - Tommy Wiseau, actor y guionista estadounidense de ascendencia polaca.
- 9 de octubre: Leonardo Padura, escritor, periodista y guionista cubano.
- 10 de octubre: Philippe Lioret, cineasta francés.
- 12 de octubre: Ante Gotovina, general croata.
- 14 de octubre: Juan Carlos Loaiza, jinete chileno.
- 15 de octubre: 
  - Carlos Mackenney Urzúa, abogado chileno.
  - Guillermo Moreno, político argentino.
  - Israel Romero, cantautor, compositor y acordeonero colombiano de música vallenata.
- 18 de octubre: Jean-Marc Savelli, pianista francés de música académica.
- 19 de octubre: Alfredo Borrero Vega, médico y político ecuatoriano, actual vicepresidente de Ecuador.
- 26 de octubre: Baltasar Garzón, magistrado español.
- 28 de octubre: Bill Gates, empresario estadounidense, fundador y dueño de Microsoft.

### Noviembre

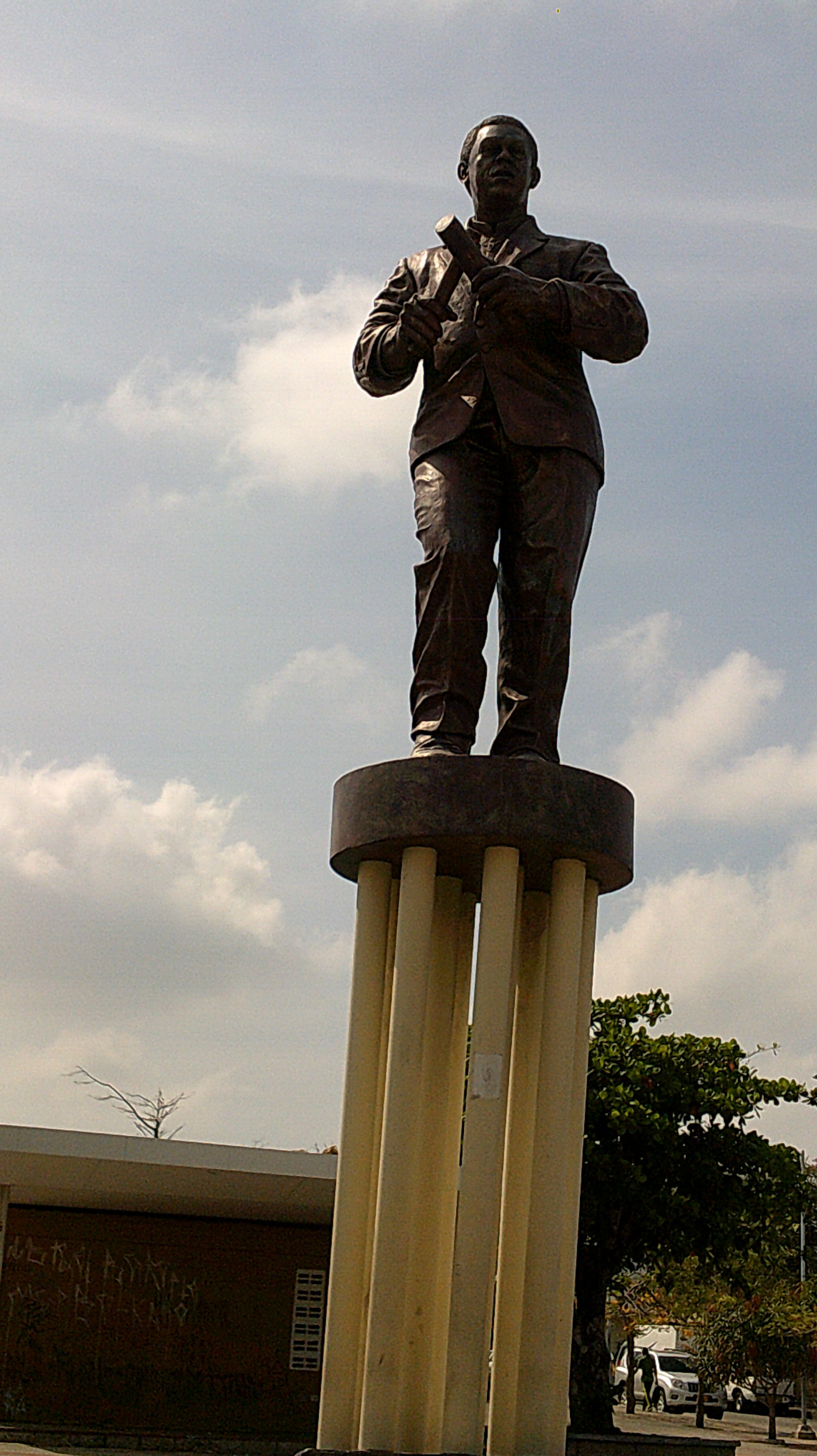
Joe Arroyo

- Joe Arroyo1 de noviembre: Joe Arroyo, cantante colombiano (f.  2011).
- 4 de noviembre: Matti Vanhanen, político finlandés.
- 5 de noviembre: 
  - Kris Jenner, empresaria estadounidense.
  - Pedro Brieger, periodista y sociólogo argentino.
- 9 de noviembre: Fernando Meirelles, cineasta brasileño.
- 10 de noviembre: 
  - Clare Higgins, actriz británica.
  - Roland Emmerich, cineasta alemán.
- 11 de noviembre: Friedrich Merz, político alemán.
- 13 de noviembre: Whoopi Goldberg, actriz estadounidense.
- 16 de noviembre: 
  - Margarita Musto, actriz, directora de teatro, traductora y profesora uruguaya.
  - Guillermo Lasso, político ecuatoriano, actual presidente de Ecuador desde 2021 hasta 2025.
  - Esteban Trapiello, empresario venezolano vinculado con el chavismo.
- 19 de noviembre: Manuel Fernando, artista colombiano.
- 21 de noviembre: Félix Jiménez López, poeta español.
- 22 de noviembre: 
  - James Edwards, baloncestista estadounidense.
  - Osvaldo Picardo, poeta, ensayista, crítico y docente argentino.
- 23 de noviembre: Ludovico Einaudi, pianista italiano
- 25 de noviembre: 
  - Bruce Hopkins, actor neozelandés.
  - Ramoncín (José Ramón Martínez), cantante español.
- 27 de noviembre: Bill Nye, científico y presentador estadounidense (Bill Nye the Science Guy).
- 29 de noviembre: Howie Mandel, actor y comediante canadiense.
- 30 de noviembre: Billy Idol, músico de rock británico.

### Diciembre
- 1 de diciembre: Verónica Forqué, actriz española (f. 2021)
- 2 de diciembre: Alejandro Plaz, ingeniero y activista venezolano.
- 5 de diciembre: Alba Diana Iungman, poetisa, escritora, pintora, escultora y diseñadora de orfebrería judaica argentina israelí.
- 5 de diciembre: Dumitru Găleșanu, escritor, poeta, filósofo, ilustrador y jurista rumano.
- 7 de diciembre: Amparo Carballo Blanco, poetisa española.
- 8 de diciembre: Eustoquio Contreras, político venezolano.

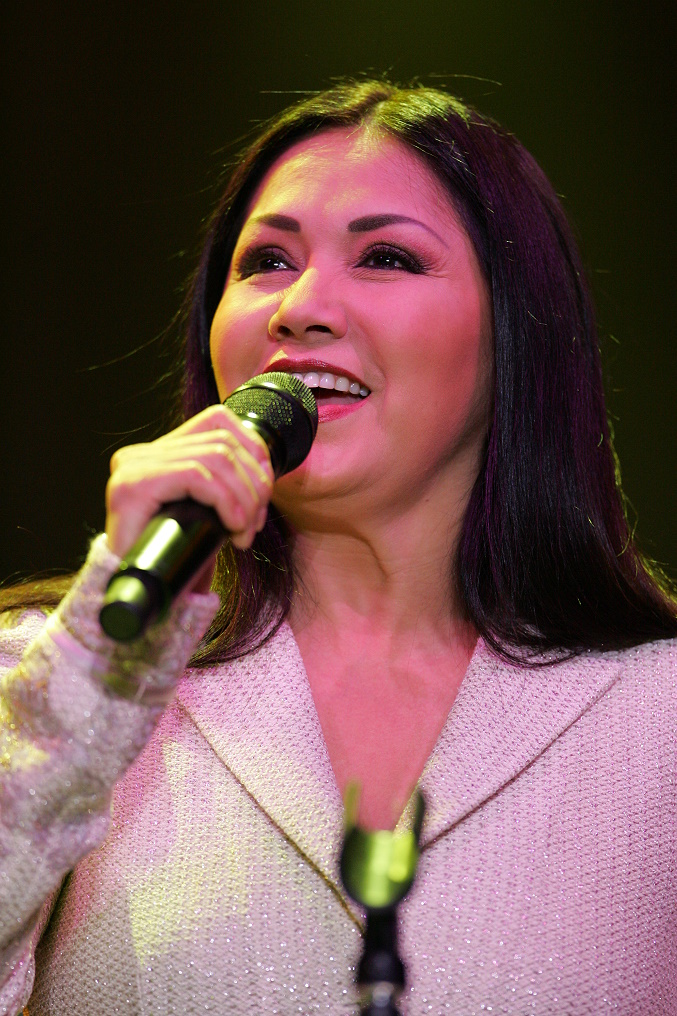
Ana Gabriel

- 10 de diciembre: Ana Gabriel, cantante y compositora mexicana.
- 12 de diciembre: Azuzena Martín-Dorado Calvo, cantante española (f. 2005).
- 14 de diciembre: Anabel Ochoa, sexóloga y escritora española (f. 2008).
- 15 de diciembre: 
  - Roberto Pettinato, músico, humorista, libretista, periodista, conductor de radio y televisión argentino.
  - Paul Simonon, músico británico.
- 16 de diciembre: Xander Berkeley, actor estadounidense.
- 20 de diciembre: Martin Schulz, político alemán.
- 21 de diciembre: Jane Kaczmarek, actriz estadounidense.
- 24 de diciembre: 
  - Grand L. Bush, actor estadounidense.
  - Luis Auserón, músico español, de la banda Radio Futura.
- 28 de diciembre: Liu Xiaobo, activista chino.
- 30 de diciembre: Kim Hae-sook, actriz surcoreana.
- 31 de diciembre: Luis Ángel, cantante y compositor argentino.

### Fechas desconocidas
- Nicholas Farrell, actor británico.
- Ellen Jhonson, activista atea estadounidense, presidente de Ateos Estadounidenses entre 1995 y 2008.
- Jose Adolfo Paredes Márquez, militar chileno, asesino de Víctor Jara.
- Christopher Fulford, actor británico.

## Fallecimientos

### Enero
- 2 de enero: José Antonio Remón Cantera, presidente panameño.
- 11 de enero: Rodolfo Graziani, militar italiano.
- 15 de enero: Yves Tanguy, pintor surrealista francés.
- 21 de enero: Archie Hahn, atleta estadounidense.

### Febrero
- 23 de febrero: Paul Claudel, poeta y dramaturgo francés (n. 1868).
- 24 de febrero: Clemente Biondetti, piloto de automovilismo italiano (n. 1898).

### Marzo
- 9 de marzo: Miroslava Stern, actriz mexicana de origen checoslovaco.
- 11 de marzo: Alexander Fleming, médico británico.
- 12 de marzo: Charlie Parker, saxofonista estadounidense de jazz.

### Abril
- 7 de abril: Theda Bara, actriz estadounidense.
- 10 de abril: Pierre Teilhard de Chardin, sacerdote, paleontólogo y pensador francés.
- 18 de abril: Albert Einstein, físico germano-estadounidense.

### Mayo
- 4 de mayo: George Enescu, director de orquesta y compositor rumano (n. 1881).
- 19 de mayo: Concha Espina, escritora española, premio Nacional de Literatura de España en 1927 (n. 1869).
- 21 de mayo: Andrés Eloy Blanco, poeta y político venezolano (n. 1896).
- 26 de mayo: Alberto Ascari, piloto italiano de automovilismo (n. 1918).
- 30 de mayo: Bill Vukovich, piloto estadounidense de automovilismo (n. 1918).

### Junio
- 11 de junio: Pierre Levegh, piloto de automovilismo francés (n. 1905).
- 18 de junio: Juan Ingallinella, médico comunista argentino (n. 1912).

### Julio
- 10 de julio: Jerry Hoyt, piloto de automovilismo estadounidense (n. 1929).
- 20 de julio: Joaquin Pardave, actor, comediante y director de cine mexicano (n. 1900).

### Agosto
- 2 de agosto: Justino Russolillo, religioso italiano.
- 12 de agosto: Thomas Mann, escritor alemán, premio Nobel de Literatura en 1929.
- 17 de agosto: Fernand Léger, pintor francés.

### Septiembre
- 11 de septiembre: Francisco Fiorentino, cantante de tangos argentino.
- 12 de septiembre: Salustiano Mas Cleries, médico militar español.
- 28 de septiembre: Erwin Popper, médico pediatra austríaco, uno de los tres descubridores del virus de la polio (f. 1879).
- 30 de septiembre: James Dean, actor estadounidense (n. 1931).

### Octubre
- 9 de octubre: José Revilla Haya, ingeniero de minas y geólogo español, fue inspector general de Minas.
- 12 de octubre: Bernarr McFadden, cultor físico estadounidense.
- 13 de octubre: Alexandrina Maria da Costa, mística salesiana portuguesa.
- 15 de octubre: Fumio Hayasaka, compositor japonés.
- 18 de octubre: José Ortega y Gasset, filósofo y escritor español.
- 20 de octubre: Jorge Volio Jiménez, sacerdote, militar y político costarricense.
- 24 de octubre: Katherine Mary Knight, es la primera mujer australiana en ser condenada a cadena perpetua sin libertad condicional.
- 25 de octubre: Sadako Sasaki, adolescente japonesa, víctima de la primera bomba atómica (n. 1943).

### Noviembre
- 5 de noviembre: Maurice Utrillo, pintor francés.
- 15 de noviembre: Lloyd Bacon, actor y cineasta estadounidense (n. 1889).
- 22 de noviembre: Shemp Howard, actor estadounidense de Los Tres Chiflados.

### Diciembre
- 6 de diciembre: George Platt Lynes, fotógrafo estadounidense.
- 13 de diciembre: Valeriano León, actor español.
- 14 de diciembre: Robert Mayne, teniente coronel, activista y cofundador del SAS (n. 1915).

## Arte y literatura
- 6 de enero: Rafael Sánchez Ferlosio obtiene el premio Nadal por su novela El Jarama.
- Friedrich Dürrenmatt publica La visita de la vieja dama.
- Salvador Dalí termina la Santa Cena.
- Oswaldo Reynoso publica su poemario Luzbel.
- Octubre: J. R. R. Tolkien publica El retorno del Rey, tercer volumen de El Señor de los Anillos.
- Juan Rulfo (autor mexicano) publica Pedro Páramo.
- Se publica El fenómeno humano, de Teilhard de Chardin.
- Tras 59 años, desaparece definitivamente el periódico Las Noticias, fundado por Rafael Roldós.
- Vladimir Nabokov (autor ruso) publica Lolita en París-Francia.
- Isaac Asimov: El fin de la Eternidad.
- Ray Bradbury: El país de octubre.
- Louis-Ferdinand Céline: Conversaciones con el profesor Y.
- Agatha Christie: Asesinato en la calle Hickory.
- Ian Fleming: Moonraker.
- Graham Greene: The Quiet American.
- Aldous Huxley: El genio y la diosa.
- Nikos Kazantzakis: La última tentación de Cristo.
- Gabriel García Márquez: Relato de un náufrago, La hojarasca.
- C. S. Lewis: El sobrino del mago, Sorprendido por la alegría.
- Arthur Miller: Panorama desde el puente.
- Tennessee Williams: La gata sobre el tejado de zinc.

## Ciencia y tecnología
- Herbert Marcuse: Eros y civilización.
- Jonas Edward Salk descubre la vacuna contra la poliomielitis (VPI-Salk).
- Severo Ochoa sintetiza un ácido nucleico.
- Rosalyn Sussman Yalow y Solomon Aaron Berson desarrollan la técnica del radioinmunoensayo.
- Se descubre el primer antiprotón, es decir, un protón de carga negativa.
- En Filadelfia (Pensilvania), Glenn Doman (terapeuta físico) y Carl Delacato (psicólogo educativo) fundan el controvertido Instituto para el Logro del Potencial Humano.

## Cine
- Elia Kazán: Al este del Edén.
- Billy Wilder: La tentación vive arriba.
- Joshua Logan: Picnic.
- Nicholas Ray: Rebelde sin causa.

## Deportes
- 7 de abril se funda el  Club Deportivo O'Higgins de Chile con sede en la ciudad de Rancagua.
- 9 de diciembre en Chile se funda el club Deportes La Serena
- 13 de diciembre: Fusión de Sporting Tabaco con capital económico de Backus y Johnston lo que originó a Sporting Cristal, equipo que participa en la Liga peruana de fútbol.
- El Deportivo Quito, equipo ecuatoriano de la ciudad de Quito es refundado bajo este nombre luego de llamarse Sociedad Deportiva Argentina desde 1945.
- Juan Manuel Fangio se consagra campeón del mundo de Fórmula 1.
- Se disputa en Cádiz, la primera edición del Trofeo Carranza.
- Campeonato Uruguayo de Fútbol: Nacional se consagra campeón por vigesimotercera vez.
- Fútbol Profesional Colombiano: Medellín (primera vez).

## Música
- Se graba el primer sencillo de Chuck Berry, Maybellene, el cual fue un éxito en el Billboard R&B.
- Se celebra la primera edición del Certamen Internacional de Habaneras y Polifonía de Torrevieja.
- Frank Sinatra: In the Wee Small Hours. Denominado uno de los primeros álbumes conceptuales. «Publicado en abril bajo el sello discográfico Capitol Records».

## Premios Nobel
- Física: Willis Eugene Lamb y Polykarp Kusch.[3]
- Química: Vincent du Vigneaud.[3]
- Medicina: Axel Hugo Theodor Theorell.[3]
- Literatura: Halldór Kiljan Laxness.[3]
- Paz: destinado al fondo especial de esta sección del premio.[3]